# オドントティラヌス

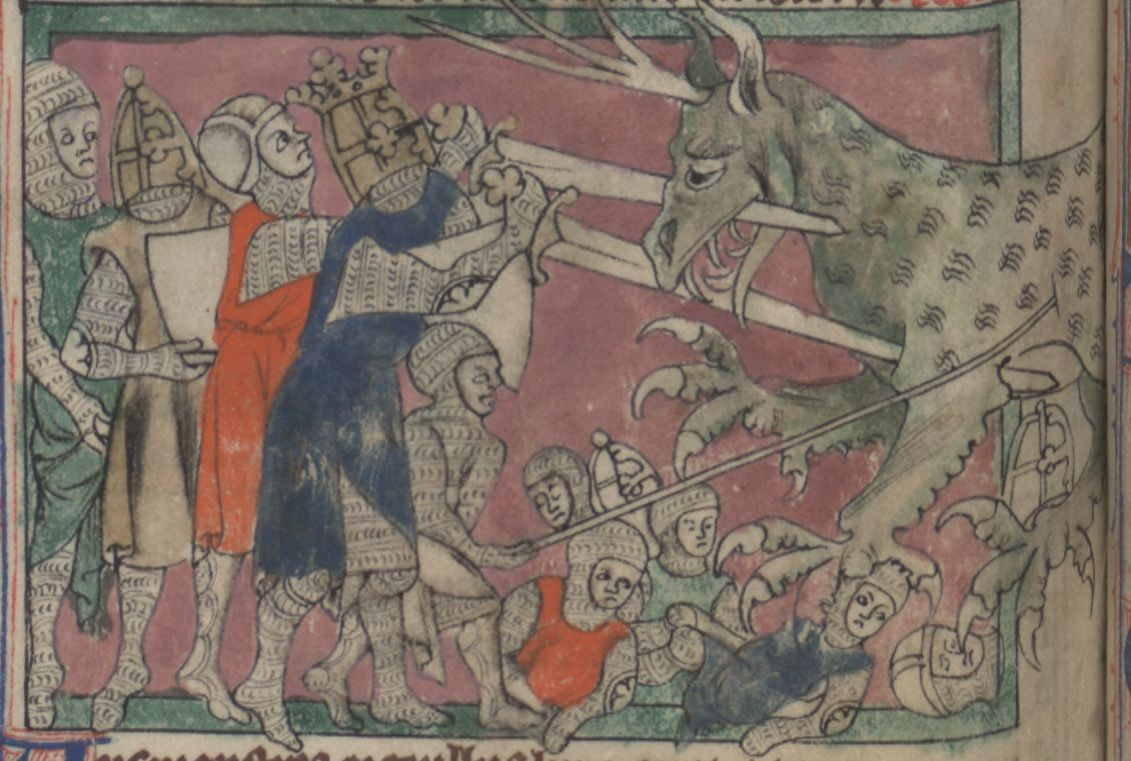
ダン・ティラン（オドントティラヌス）がマケドンニア兵を襲う図
—14世紀の写本、トマス・ド・ケントのアレクサンドロス記より（フランス国立図書館所蔵）

オドントティラヌス（ラテン語: odontotyrannus, dentityrannus）またはオドントテュランノスは、アレクサンドロス大王の一行がインド（インダス川流域、現・パキスタン領内）で野営中に襲われたという巨大な三角獣。
「アレクサンドロスよりアリストテレスに宛てたインドに関する書簡」という文書に記述があり、アレクサンドロス・ロマンスにも言及されている。オドントティラヌスは「歯の僭主」を意味する。

## 概要
ラテン語で保存される「アレクサンドロスよりの書簡」によれば、頭は黒色の馬面で、額から三本の角を生やした、ゾウを超えた巨大さの生物であった。火で脅しても怖じず、マケドニア軍の26人を殺し、52人を戦闘不能にしたが、ついには狩猟用の槍で刺して仕留められた。インド現地人のあいだでは「歯の僭主」という名で呼ばれていた。
ラテン語のアレクサンドロス記として有名なものにユリウス・ウァレリウスが著した『マケドニア王アレクサンドロスの事績』 （4世紀初頭）があるが、この出例では、オドントティラヌスの表記が見られる。また、この怪物を仕留めた後、その屍体を川から引き上げるのに300人を要したとも付記されている
シリア訳『偽カリステネス』では、怪物には違った名称マシュケラトまたはマシュケレトが充てられるが、死傷者などの記述に差はない。アルメニア訳『偽カリステネス』になると、同じ怪物の名は一角獣とされており、同じ引き揚げ労働に強いられた人数は1300人に増えている。
エチオピア訳では、ゾウに匹敵する大きさの怪物とされ、象牙かイノシシの牙のようなものを生やしていた。名称は記されていない。腹を裂くと、胃の内容物からサソリや牛ほどの大きさの巨魚が発見された。パラディオス著『ブラフマン列伝』（5世紀）や、ゲオルギオス・ハマルトロスの編年誌（5世紀）によれば、オドントテュランノスは水陸両棲の食肉獣で、ゾウを丸呑みできたという。
古フランス語文学では、アレクサンドル・ド・ベルネーの『アレクサンドル物語』に「ティラン（tirant）」、 トマス・ド・ケントの『全騎士道物語』に「ダン＝ティラン（dent-tyrant）」として登場する。中英語『キング・アリサンダー』では「ドゥティランス（deutyrauns）」である。

## 実在動物の比定
これが自然界に実在するどの動物に該当するかの考察については、様々な意見がある。Ｅ・Ａ・ウォーリス・バッジ等は、ガンジス川流域に生息するワニ類だろうとし、怪物のシリア名は、ヒンドゥー神話のマカラの転訛ではないかとした（マカラは、ワニ・ゾウなどの上半身と魚尾をもつ合成獣）。あるいはクテシアスの『インド誌』に記された長い一対の歯を持つ肉食の巨虫スコレックスに由来するともいわれる。マカラ由来説や、スコレックスの影響説は、近年のグンダーソン等も支持している。他にもサイ由来説があるが、まるっきり伝説上の生物の可能性も否定できない。

## 元のサンスクリット名
オドントティラヌスはあくまでギリシア語の意訳名であり、元来は「歯の僭主（タイラント）」を意味するインド名である。19世紀、クリスティアン・ラッセン は、元のサンスクリット名を復元するならそれは「歯の主」を意味するダンテーシュヴァラ（*danteśvara）であろうと主張した。これは danta 「歯」とīśvara （イーシュヴァラ）「主」から成る複合語であるが、これは示される用例がない。ロジャー・グーセンスはこれを否定し、元の語は「歯の主」とも「爬虫類（など卵生の生き物）の主」とも二重の意味を兼ねるドヴィジャラージャ（dvijarāja）であると提唱した。